# Rebatedor de contato

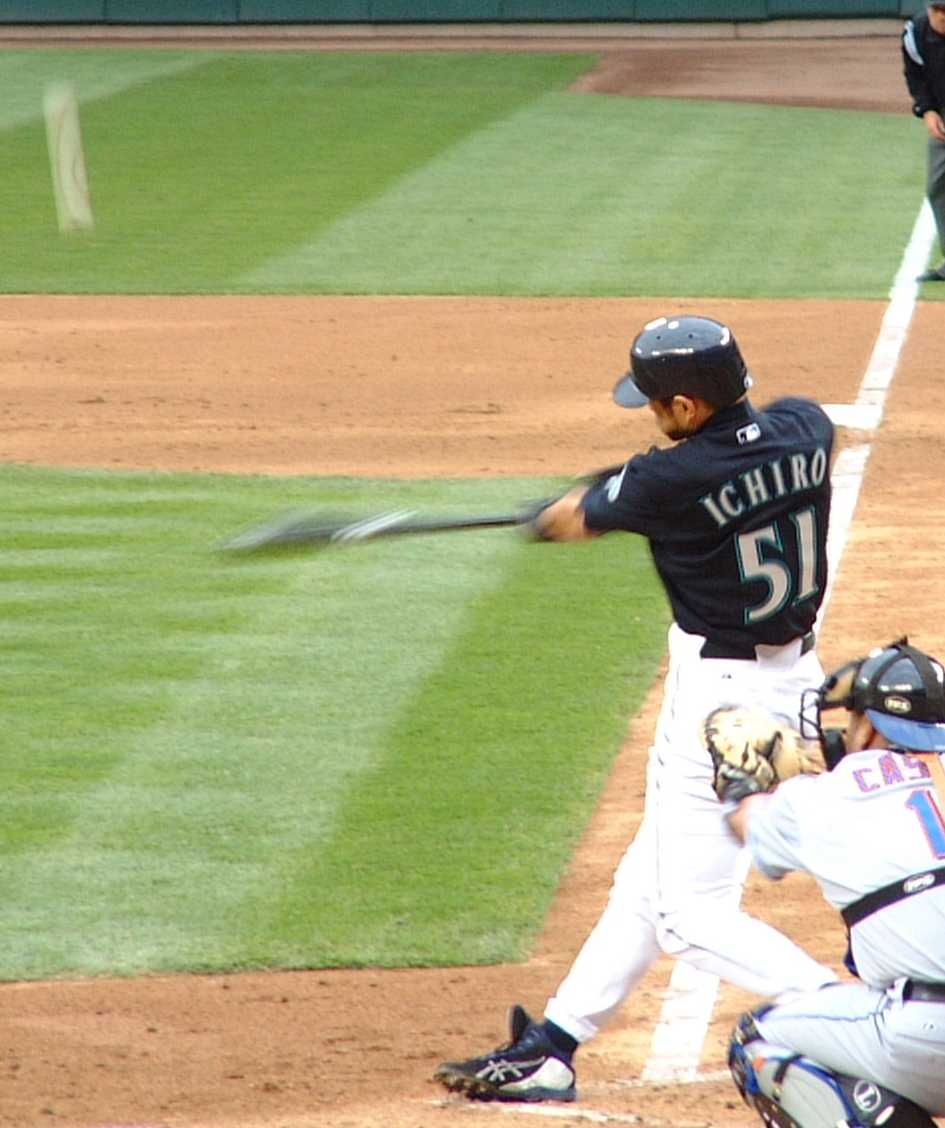
Ichiro Suzuki é um dos melhores rebatedores de contato do beisebol.

No beisebol, o termo rebatedor de contato (contact hitter) é usado para descrever o rebatedor que não é eliminado por strikes muitas vezes. Assim, eles são normalmente capazes de usar seus bastões para fazer contato com a bola (daí o "contato") e pô-la em jogo. Como resultado de seu foco em botar a bola em jogo, eles em geral têm menos home runs do que os rebatedores de potência.
Tony Gwynn é um ótimo exemplo de um rebatedor de contato moderno. Embora ele tenha tido mais de 135 home runs na carreira, Gwynn descrevia-se exatamente como um rebatedor de contato que podia bater para todos os lados do campo. Ele raramente sofria strikeouts (somente 434, um a cada 21 vezes no bastão), e seu objetivo era pôr a bola em jogo para avançar os corredores.